# 烏溪沙

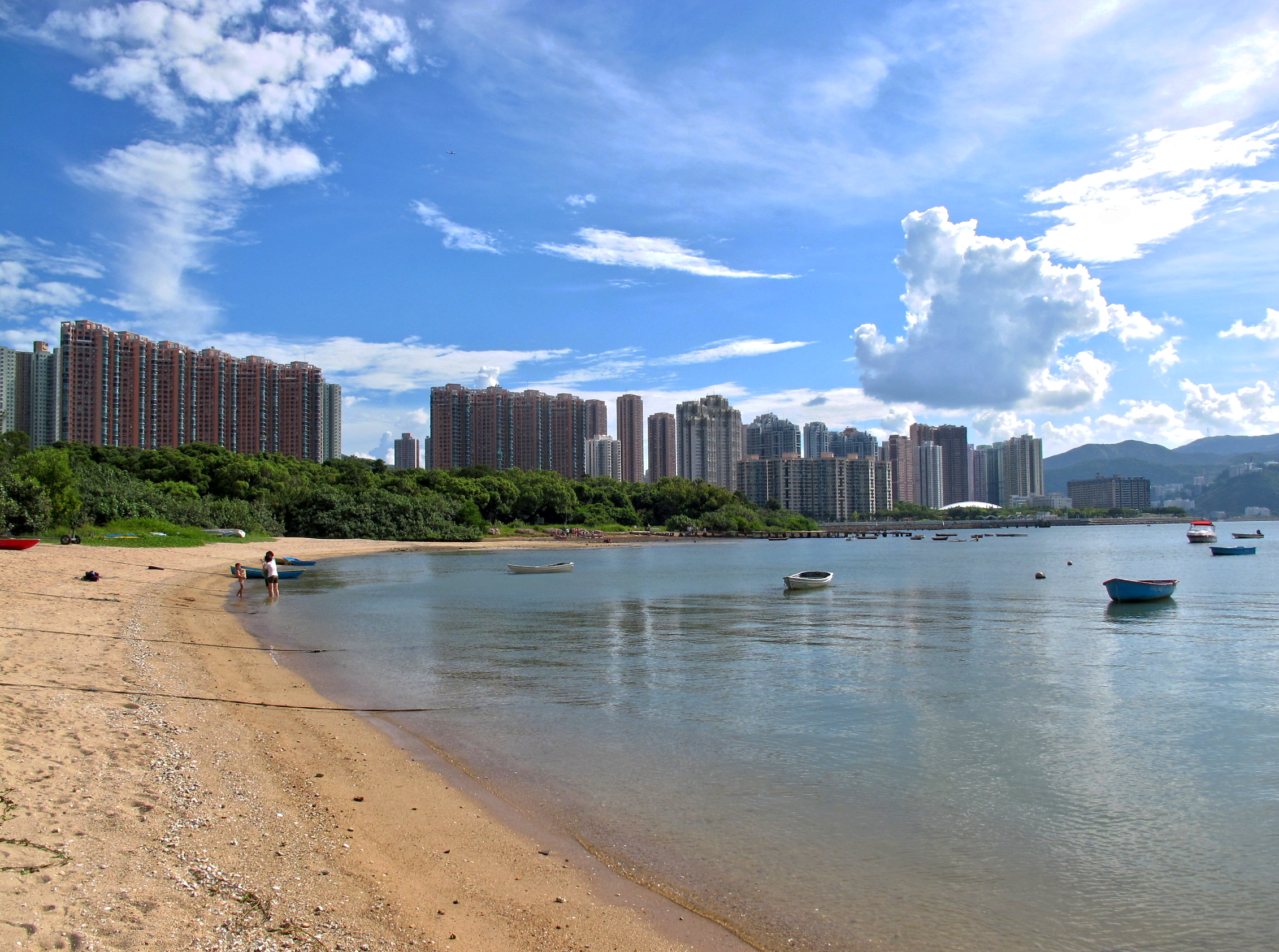
2022年烏溪沙全貌

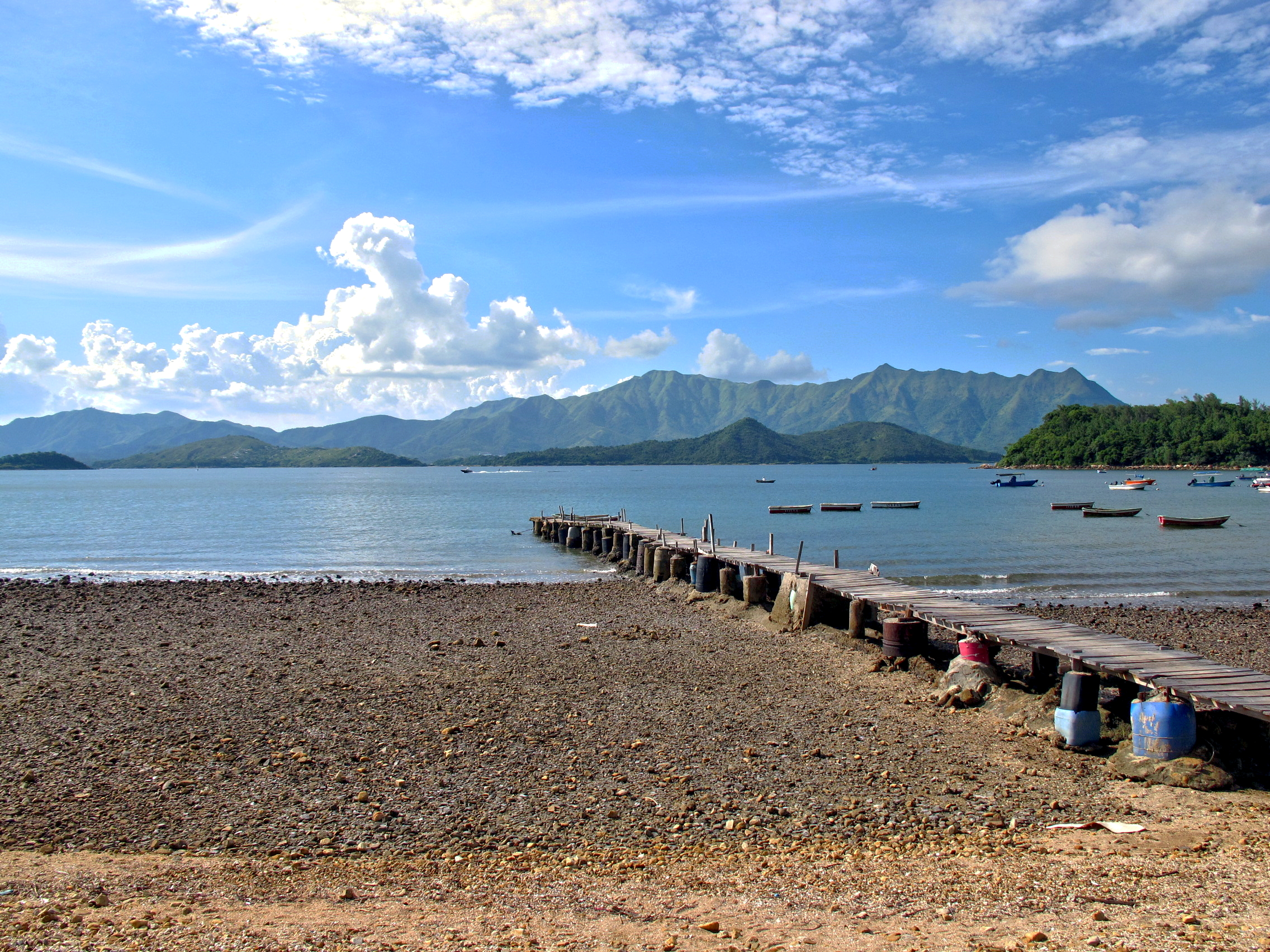
烏溪沙的木橋過去曾吸引很多遊人及攝影者拍攝，惟2013年1月懷疑因僭建問題突然被地政署拆卸

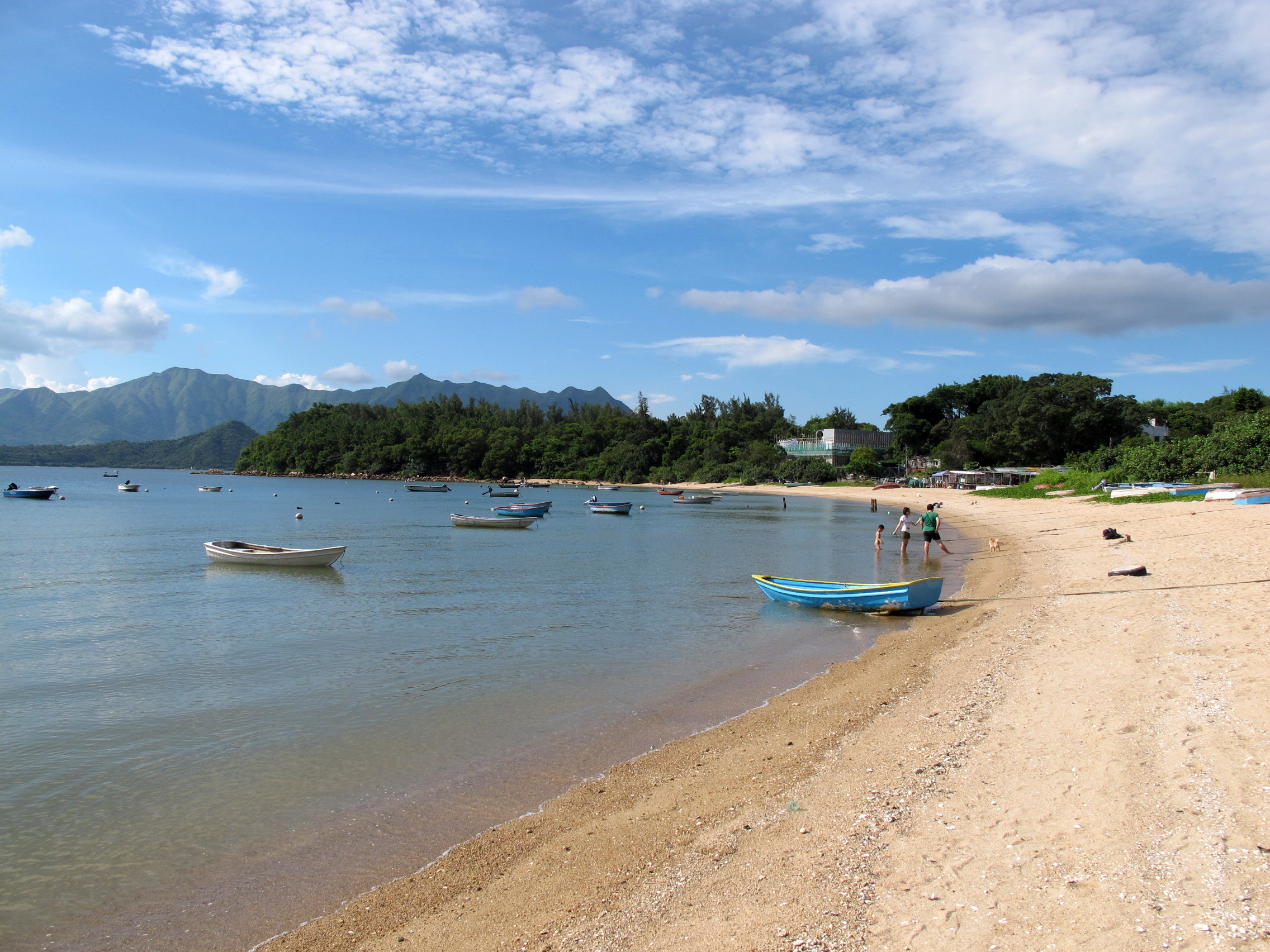
渡頭灣

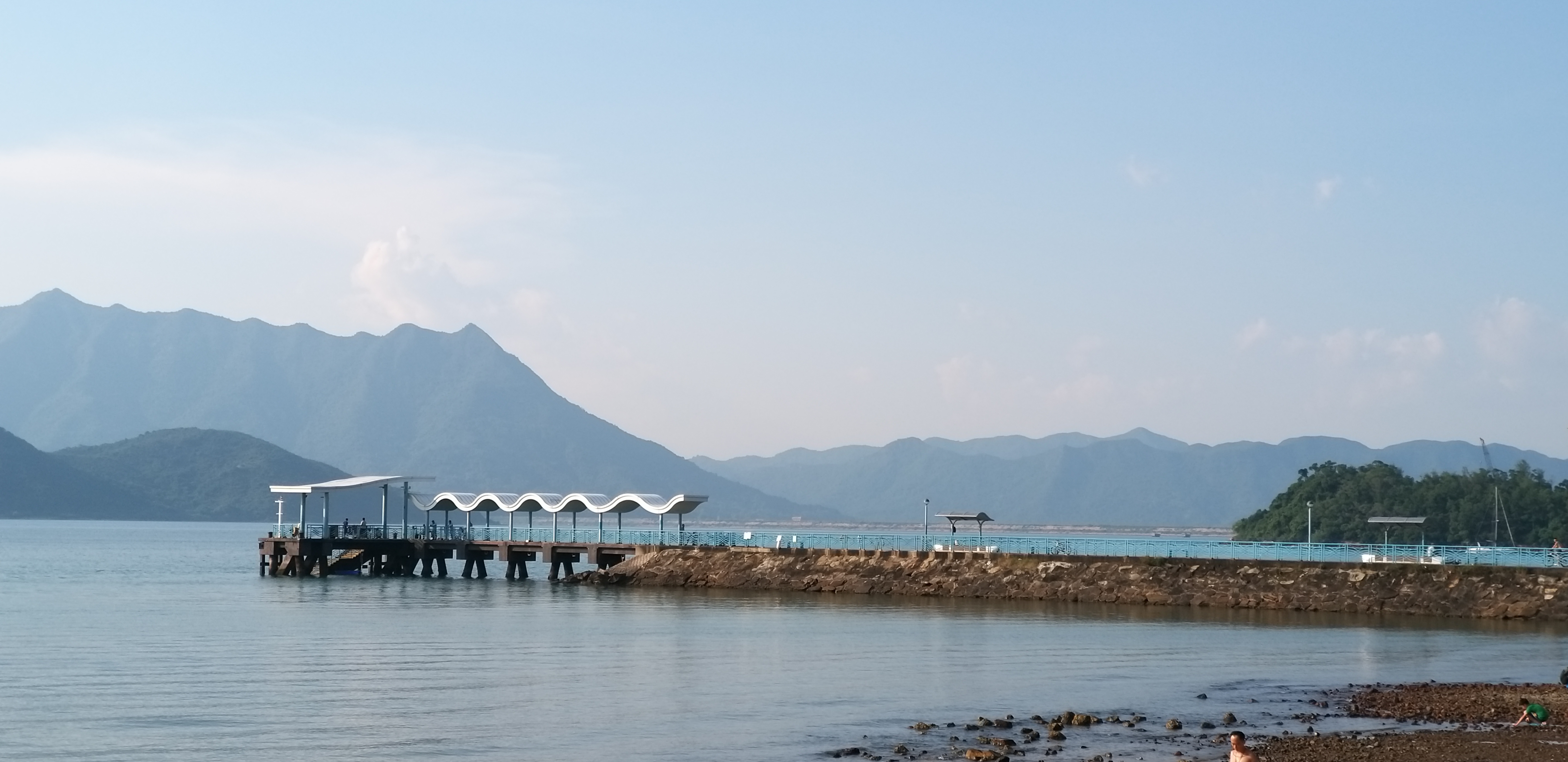
烏溪沙公眾碼頭

烏溪沙（英語：Wu Kai Sha），曾稱烏龜沙或烏雞沙（英語：Wu Kwai Sha，亦作），位於香港新界沙田區，鄰接馬鞍山及西貢北，屬馬鞍山新市鎮的組成部分，為香港一處郊遊度假地點，近年發展成為私人住宅區域。據說明末清初，已有廖姓廣府人在此居住。嘉慶《新安縣志》卷二〈輿地略〉中已有烏溪沙的名字出現。

## 歷史
考古學家在馬鞍山及烏溪沙一帶發現有新石器時代後期的文物遺跡，證明烏溪沙在當時已經有人類居住。
烏溪沙為一塊面積不大的沖積平原，由山上黑色的鐵礦沙隨溪而下形成，故得名烏溪沙。據說明末清初，已有廖姓廣府人在此居住。嘉慶《新安縣志》卷二⟨輿地略⟩中已有烏溪沙的名字出現。後來移居此地的客籍村民因方言不同，烏溪沙訛為烏龜沙或烏雞沙，甚至清末有地圖及書籍以烏龜沙為正式名稱。
烏溪沙位於十四鄉與沙田海東岸村落的中間點，故此在此建造了前往大步墟的街渡碼頭。舒懋官在嘉慶年間編寫的《新安縣志》曾提及烏溪沙往大步墟的街渡收費為四錢。當時對外交通依賴街渡，由九廣鐵路大學站側的馬料水碼頭前往烏溪沙。
1980年代末期，港英政府開發馬鞍山新市鎮，在沙田開闢了多條道路通往馬鞍山及烏溪沙，亦開闢了通往西貢區的西沙路，從此烏溪沙的交通變得方便。此外，同段時期，為了應付當時因為越戰而導致嚴重的越南船民問題，香港政府在烏溪沙興建白石羈留中心為難民營，當年曾經在此發生過多次騷亂及武裝衝突，隨著越南船民問題於香港回歸前解決，船民已經被遣返越南，白石船民中心亦被拆卸，更改興建成為高爾夫球場等康樂用途設施，而碼頭由渡輪碼頭更改成為公眾碼頭。
2004年，馬鞍山綫通車，在區內興建了烏溪沙站。
2005年，香港舉辦世界貿易組織第六次部長級會議期間，逾1,000名來自韓國的農民示威者入住烏溪沙青年新村。

## 填海計劃
2012年年初，香港政府舉辦第二次改善香港土地供應策略，土木工程拓展署副署長李鉅標表示目前25個建議填海地點並非最後選址，只是可以考慮地點，當局會繼續收集意見，於2012年中前完成公眾諮詢。其中地點包括了鳥溪沙碼頭的天然海灘。有馬鞍山居民認為烏溪沙沙灘是香港難得接近民居的天然海灘，充滿鄉村特色的公共空間，是馬鞍山居民垂釣和放風箏、觀賞群鳥飛舞和朝霞、晚霞及月亮之地，也是冬泳者的游泳場地，應該獲得保護，而非破壞，因此引起了於2012年1月中旬起馬鞍山居民所發起的「馬城抗爭」。「馬城抗爭」一詞，首見於2012年2月2日信報A15版，丁望所寫的《思維漫步》專欄文章《馬城春天期望 留烏溪沙海灘》：「馬鞍山居民最近遊行（權稱「馬城抗爭」），反對官方把烏溪沙天然海灘列入填海建議名單......」。這篇文章對於市民的「保護烏溪沙海灘」行動，有指標作用。居民強烈反對下，計劃最後不了了之。

## 著名地點
- 烏溪沙青年新村
- 烏溪沙公眾碼頭：油麻地小輪於1974年到1983年間經營烏溪沙至馬料水航線
- 香港李寶椿聯合世界書院
- 烏溪沙沙灘
- 海星灣
- 渡頭灣

### 鄉村
- 落禾沙村：即烏溪沙舊村，上水圍廖族分支，部份分支到屯門的子屯圍村和沙田的牛皮沙村。
- 長徑村： 上水圍廖族分支
- 渡頭灣村： 昔日的渡頭屬烏溪沙廖氏擁有， 此村的原居民是張氏蜑家人，原在塔門及高流灣一帶捕魚為生，後來才遷至渡頭灣。
- 烏溪沙新村： 上水圍廖族分支
- 烏溪沙村： 上水圍廖族分支
- 樟木頭村： 上水圍廖族分支。

## 區議會議席分佈
為方便比較，以下列表主要以馬鞍山繞道西沙路交界以西、西沙路西沙路交界以東（包括大水坑及烏溪沙）為範圍。
| 年度/範圍               | 2000-2003  | 2004-2007  | 2008-2011        | 2012-2015        | 2016-2019  | 2020-2023  | 2024-2027  |
| ----------------------- | ---------- | ---------- | ---------------- | ---------------- | ---------- | ---------- | ---------- |
| 雅典居                  | 新港城選區 | 新港城選區 | 馬鞍山市中心選區 | 馬鞍山市中心選區 | 烏溪沙選區 | 烏溪沙選區 | 沙田北選區 |
| 銀湖·天峰、迎海及星漣海 | 烏溪沙選區 | 利安選區   | 利安選區         | 利安選區         | 烏溪沙選區 | 烏溪沙選區 | 沙田北選區 |
| 利安邨及翠擁華庭        | 烏溪沙選區 | 利安選區   | 利安選區         | 利安選區         | 利安選區   | 利安選區   | 沙田北選區 |
| 錦龍苑                  | 烏溪沙選區 | 富龍選區   | 富龍選區         | 富龍選區         | 富龍選區   | 富龍選區   | 沙田北選區 |

註：以上主要範圍尚有其他細微調整（包括編號），請參閱有關區議會選舉選區分界地圖及條目。

## 外部連結
- 馬鞍山地區的考古收穫 --古物古蹟辦事處 （页面存档备份，存于）
- 烏溪沙青年新村 - 香港中華基督教青年會
- 李寶椿聯合世界書院
- 保衛烏溪沙海灘